# Aspalathus pedunculata
Aspalathus pedunculata là một loài thực vật có hoa trong họ Đậu. Loài này được Houtt. miêu tả khoa học đầu tiên.